# Saint-Hilaire-de-Loulay
Saint-Hilaire-de-Loulay foi uma comuna francesa na região administrativa da Pays de la Loire, no departamento de Vendéia. Estendia-se por uma área de 40,62 km². Em 2010 a comuna tinha 4 235 habitantes (densidade: 104,3 hab./km²).
Em 1 de janeiro de 2019, passou a formar parte da nova comuna de Montaigu-Vendée.